# Bouke Jagt (1929)
Bouke Jagt (Tweede Exloërmond, 8 april 1929 – Franeker, 24 oktober 1982) was een Nederlandse schrijver en dichter. Hij was auteur van kinderboeken, kinderverhalen, versjes en hoorspelen voor de jeugd.

## Levensloop
Bouke Jagt werd geboren als zoon van Bouke Jagt (sr.) en Elisabeth Teffer.
In 1931 verhuisde de familie Jagt naar Amsterdam, waar zijn vader werk vond als naaimachinemonteur. Hij groeide op als een jongen met een rijke fantasie en grote energie, vol met ideeën en plannen. Ook had hij veel gevoel voor humor en was hij een groot liefhebber van 'practical jokes'.
Na de lagere school had hij diverse banen, onder andere als banketbakker, vertegenwoordiger, mijnwerker, handelaar in tweedehands goederen, fabrieksarbeider, hofmeester bij de Marine en winkelbediende.
Gedurende de jaren vijftig maakte hij deel uit van de zogenoemde Leidsepleinjeugd, (later: pleiners), een groep van studenten en artiesten die elkaar ontmoetten op en rond het Leidseplein, voornamelijk in de cafés Eijlders en Reijnders, en café Scheltema op de Nieuwezijds Voorburgwal. Het was een tijd van grote armoede. In deze periode begon hij met het schrijven van gedichten, verhalen, pamfletten en commentaren. Ook gaf hij in eigen beheer enkele literaire tijdschriften uit. (Zie ook: De Vijftigers)
In 1955 trad hij in het huwelijk met Nanda van Essen en in datzelfde jaar werd een zoon geboren. Eind jaren vijftig begon hij met het schrijven voor kinderen.
In 1958 en 1959 woonde hij in Utrecht.
In 1961 werd een dochter geboren en in 1962 verhuisde de familie Jagt naar Ibiza, waar Bouke twee jaar zou wonen en schrijven. In 1963 keerde hij terug naar Amsterdam. In 1964 kreeg hij een tweede dochter.
In 1965 overkwam hem een zwaar ongeluk, dat hij nooit meer helemaal te boven kwam. Na een lange revalidatieperiode verhuisde hij naar Holwerd (Friesland). In 1967 werd zijn huwelijk ontbonden; in feite had de scheiding al in 1964 plaatsgevonden. De laatste jaren van zijn leven woonde hij in Leeuwarden.
Hij overleed als gevolg van een longembolie in het ziekenhuis van Franeker op 24 oktober 1982.

## Publicaties

### Poëzie en redactionele stukken
In de tweede helft van de jaren vijftig gaf Bouke Jagt in eigen beheer drie (onregelmatig verschijnende) literaire tijdschriften uit die in feite hetzelfde tijdschrift waren onder andere namen. Er heerste in die tijd een vruchtbaar artistiek klimaat in Amsterdam. De tijdschriften bevatten, behalve bijdragen van de redactie, veel ingezonden werk. De nadruk lag op poëzie, de toon was vaak fel.
- 1957 – HET LEIDSEPLEIN #1 – redactie: Henk J. Meier, S.B. Jagt & W. Veldhuijzen)
- 1957 – het plein "en plein publique" #2 – redactie: Henk J. Meier, S.B. Jagt (Bouke noemde zich in die tijd Sascha)
- 1957 – Het Plein en Plein Publique #3 (geïllustreerd door Nanda Jagt)
- 1957 – en plein publique #4 (redactie: k.n.l. Grazell, c.l. v.d. Groep, s.b. Jagt & h.j. Meier
- 1958 – en plein publique #5
- 1959 – Scripta Manent #1 ("voorlopig onder redactie van Bouke Jagt Ambachtstraat 4b UTRECHT")
- April 1959 – Scripta Manent #2
- 1959 – Scripta Manent #3 (redactie: J. de Gast & Bouke Jagt
- Januari 1960 – Scripta Manent #4
- In 1960 ging Scripta Manent op in "Reprimande, Onafhankelijk tijdschrift voor Literatuur Cultuur Rancune. Bouke ging deel uitmaken van de redactie en schreef in dat nummer: "Voorwoord van een S.M. [Scripta Manent-red.]-dictator".
- 1958 – Twee gedichten:'Het eindeloos geweten' en 'Liedje' in: Dichters van Morgen, een bloemlezing uit de poëzie van jonge dichters – samengesteld en ingeleid door Ad den Besten – Uitgeversmaatschappij Holland, Amsterdam.

### Kinderboeken
- Ted en Silvie tekenen een Pozzebok (1962) – uitg: van Holkema & Warendorf – Illustraties van Nanda van Essen.
- Ted en Silvie helpen de Pozzebokken (1962) – uitg: van Holkema & Warendorf – Illustraties van Nanda van Essen.
- Ted en Silvie en het Boekebeest (1962) – uitg: van Holkema & Warendorf – Illustraties van Nanda van Essen.
- Edda en Wimmie (1960) – De Eekhoorn – Illustraties: Q. Collard en Carol Voges.
- Edda en Wimmie in Amsterdam (1961) uitg: De Eekhoorn – Illustraties van Q. Collard en Carol Voges.
- Edda en Wimmie aan zee (1961) – uitg: De Eekhoorn – Illustraties van Carol Voges.
- Edda en Wimmie in de dierentuin – uitg: De Eekhoorn – Illustraties van Carol Voges.
- Edda en Wimmie verdwaald (1962) – uitg: De Eekhoorn – Illustraties van Carol Voges.
- Edda en Wimmie gaan vliegen – uitg: De Eekhoorn – Illustraties van Carol Voges.
- Edda en Wimmie in Parijs – uitg: De Eekhoorn – Illustraties van Carol Voges.
- Edda en Wimmie leren Esperanto – uitg: De Eekhoorn – Illustraties van Carol Voges.
- Edda en Wimmie bij de tandarts – uitg: De Eekhoorn – Illustraties van Carol Voges.
- Kareltje Wever (1962) – Uitgeverij Holland – Illustraties van Babs van Wely
- Als het Zonnetje Slapen Gaat – In samenwerking met Fanny Cremer – uitg. Kluitman (jeugdpocket) – Illustraties: Lies Veenhoven.
- Mannetje Monkie (1964) – uitg: Van Goor Zonen, Den Haag – Illustraties van Jack Kohn.
- Mannetje Monkie vangt boeven (1964) – uitg: Van Goor Zonen – Illustraties: Jack Kohn
- Mannetje Monkie en de Ding Dongschat – uitg: Van Goor Zonen, Den Haag – Illustraties: Jack Kohn
- De Pozzebokken (Illustraties: Peter Vos) – 1971 – Holkema & Warendorf – Onderscheiden met de Zilveren Griffel 1972
- Het Boekebeest (Illustraties: Peter Vos) – 1973 – Holkema & Warendorf
- Die Wabobbels (1974) Duitse vertaling van De Pozzebokken – uitg: Rowohlt Verlag – Illustraties: Peter Vos.
- De Puozzebokken (1973) – (Vertaling in het Fries door Ria Postma-Stolk) – uitg: Koperative Utjowerij (Leeuwarden.) (ill: Peter Vos)

NB: In 1988 verscheen er van Unieboek (inmiddels eigenaar van Holkema & Warendorf), in de serie Lees je al? een nieuwe uitgave van De Pozzebokken. In deze editie zijn zonder toestemming van of overleg met de rechthebbenden, zinnen ingekort en werkwoordstijden veranderd. De laatsten beschouwen deze uitgave niet als een publicatie van de hand van Bouke Jagt.

### Korte verhalen
- Het kikkertje dat niet meer kwaken kon – Okki #8, 15 januari 1960
- Twee varkentjes op zoek naar de stad (Illustraties: Ben van Voorn) – Okki #22, 15 augustus 1960
- De verdwenen lammetjes (Illustraties: Coby) – Okki #30, 22 april 1961
- Het geheim van het Chinese kistje – Donald Duck, 1962
- De olifant die op zijn slurf kon staan – Taptoe #10, 30 november 1963
- De grote neus van prins Piet – Taptoe #7, 14 november 1964
- Die grappige Meneer Mispel (Illustraties: Jan Wesseling) – Donald Duck, een vrolijk Weekblad #7, 13 februari 1965
- Als het zonnetje slapen gaat – uit: Als het zonnetje slapen gaat – uitgeverij Kluitman

### Versjes
- Ha, dag meneertje – Okki #21, 1 augustus 1960
- De trein uit Apeldoorn – Okki #23, 1 september 1960
- De man uit Akersloot (illustratie: dewerd) – Taptoe #1, 29 september 1962
- In Artis is een ooievaar – Taptoe #34, 18 mei 1963

## Radio en televisie
Radio:
In het begin van de jaren zestig werkte Bouke Jagt in opdracht van de KRO verschillende stripalbums van Suske en Wiske (Willy Vandersteen) om tot hoorspelen. Deze werden een tijdlang op iedere werkdag van 07:00 tot 07:03 uur uitgezonden.
- De Kaartendans
- Het Sprietatoom
- De stemmenrover

Televisie:
In een kort (zwart-wit)programma werd buiten beeld 'Ted en Silvie tekenen een Pozzebok' voorgelezen, terwijl in beeld een hand met een stift de illustraties uit dit boek op een flip-over tekende.

## Trivia
- Zijn gelijknamige verre achterneef, Bouke Bonifacius Jagt (1942) is schrijver en kunstenaar.

- Digitale Bibliotheek voor de Nederlandse Letteren: jagt008
- Gemeinsame Normdatei: 108082857
- International Standard Name Identifier: 0000 0000 0915 2642
- Nederlandse Thesaurus van Auteursnamen: 069850860
- Virtual International Authority File: 15304569
- WorldCat: E39PBJqfMc9vgpQ4Qkw9DM9qwC